# DDR3 SDRAM
第三代雙倍資料率同步動態隨機存取記憶體（英語：Double-Data-Rate Three Synchronous Dynamic Random Access Memory，一般稱為），是一種電腦記憶體規格。它屬於SDRAM家族的記憶體產品，提供相較於DDR2 SDRAM更高的運行效能與更低的電壓，是DDR2 SDRAM（四倍資料率同步動態隨機存取記憶體）的後繼者（增加至八倍）。

## DDR3 SDRAM技術概論

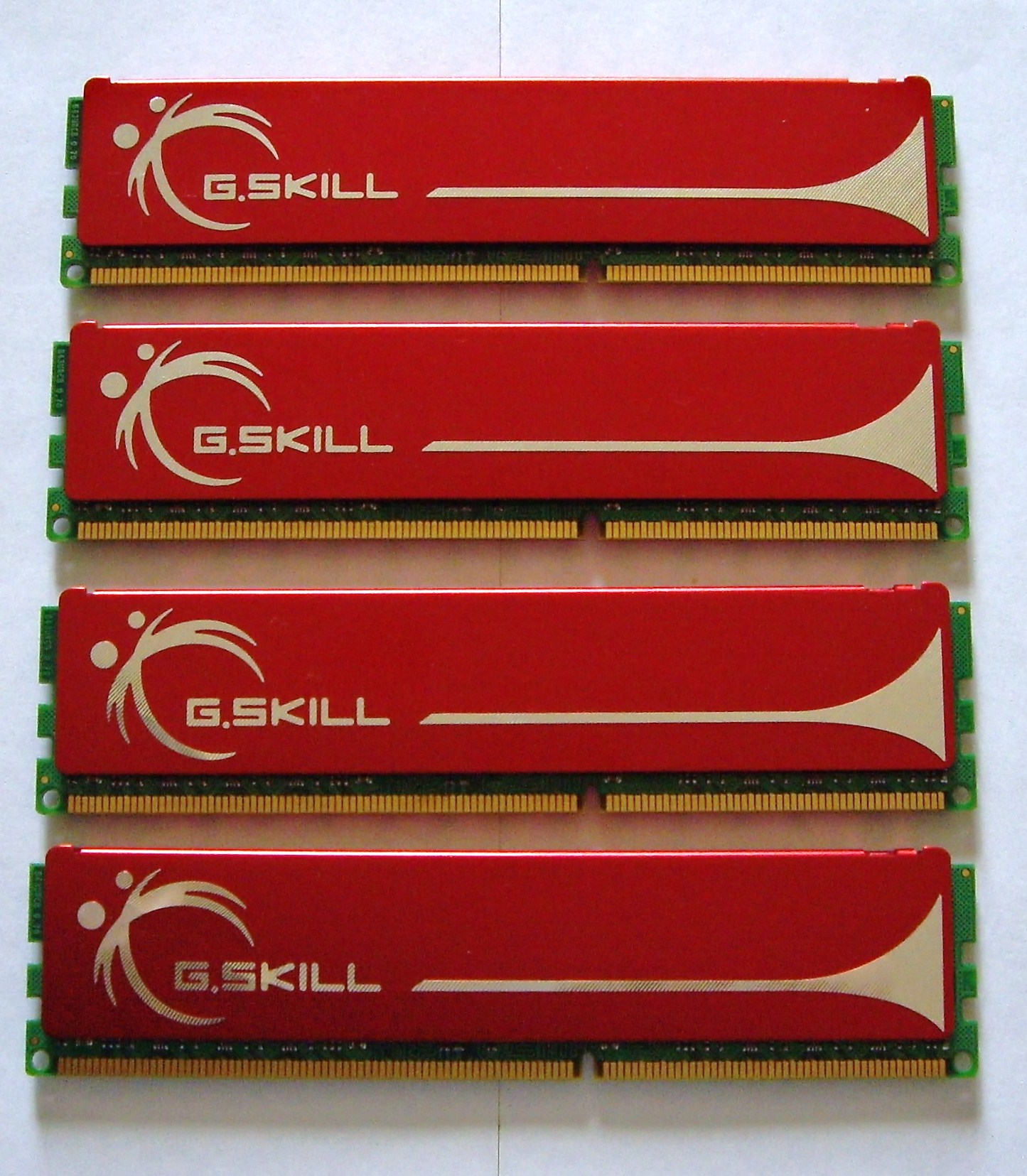
4條G.SKILL牌DDR3

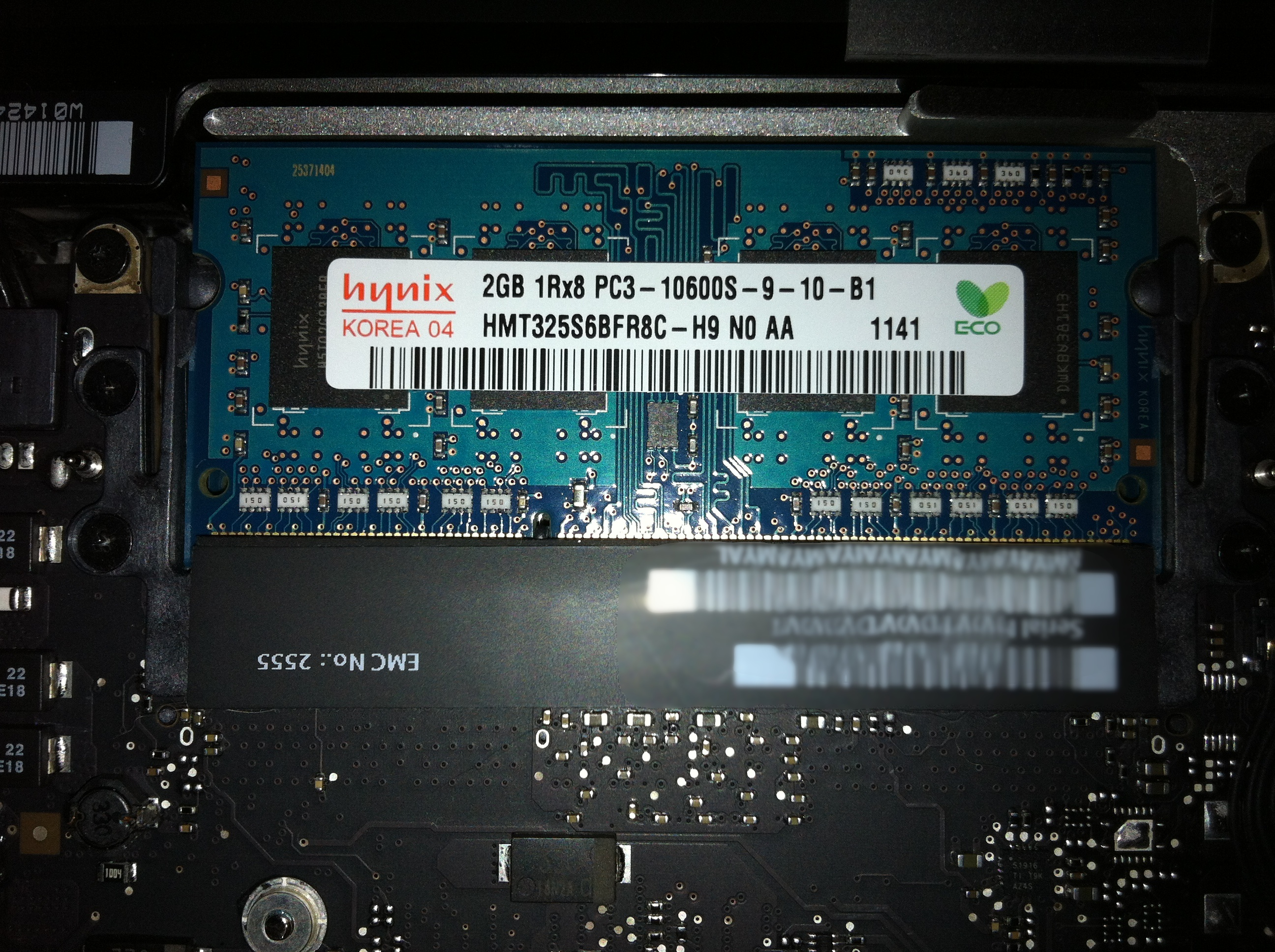
筆記型電腦用SO-DIMM DDR3 1333MHz

DDR3 SDRAM為了更省電、傳輸效率更快，使用SSTL 15的I/O介面，運作I/O電壓是1.5V，採用CSP、FBGA封裝方式包裝，除了延續DDR2 SDRAM的ODT、OCD、Posted CAS、AL控制方式外，另外新增更為精進的CWD、Reset、ZQ、SRT、PASR功能。
CWD是作為寫入延遲之用，Reset提供超省電功能的命令，可以讓DDR3 SDRAM記憶體顆粒電路停止運作、進入超省電待命模式，ZQ則是一個新增的終端電阻校準功能，新增這個線路腳位提供了ODCE（On Die Calibration Engine）用來校準ODT（On Die Termination）內部終端電阻，新增SRT（Self-Reflash Temperature）可程式化溫度控制記憶體時脈功能，SRT的加入讓記憶體顆粒在溫度、時脈和電源管理上進行優化，可以說在記憶體內，就做了電源管理的功能，同時讓記憶體顆粒的穩定度也大為提升，確保記憶體顆粒不致於工作時脈過高導致燒毀的狀況，同時DDR3 SDRAM還加入PASR（Partial Array Self-Refresh）局部Bank刷新的功能，可以說針對整個記憶體Bank做更有效的資料讀寫以達到省電功效。
與DDR2的不同之處
1. 邏輯Bank數量，DDR2 SDRAM中有4Bank和8Bank的設計，目的就是為了應對未來大容量晶片的需求。而DDR3將從2GB容量起步，因此起始的邏輯Bank就是8個，另外還為未來的16個邏輯Bank做好準備。
2. 封裝（Packages），DDR3由於新增一些功能，所以在引腳方面會有所增加，8bit晶片採用78球FBGA封裝，16bit晶片採用96球FBGA封裝，而DDR2則有60/68/84球FBGA封裝三種規格。並且DDR3必須是環保封裝，不能含有任何有害物質。
3. 突發長度（BL，Burst Length），由於DDR3的預取為8bit，所以突發傳輸週期（BL，Burst Length）也固定為8，而對於DDR2和早期的DDR架構的系統，BL=4也是常用的，DDR3為此增加一個4-bit Burst Chop（突發突變）模式，即由一個BL=4的讀取操作加上一個BL=4的寫入操作來合成一個BL=8的數據突發傳輸，屆時可透過A12位址線來控制這一突發模式。而且需要指出的是，任何突發中斷操作都將在DDR3記憶體中予以禁止，且不予支持，取而代之的是更靈活的突發傳輸控制（如4bit順序突發）。
4. 尋址時序（Timing），就像DDR2從DDR轉變而來後延遲週期數增加一樣，DDR3的CL週期也將比DDR2有所提升。DDR2的CL範圍一般在2至6之間，而DDR3則在6至11之間，且附加延遲（AL）的設計也有所變化。DDR2時AL的範圍是0至4，而DDR3時AL有三種選項，分別是0、CL-1和CL-2。另外，DDR3還新增加一個時序參數──寫入延遲（CWD），這一參數將根據具體的工作頻率而定。
5. 新增功能──重置（Reset），重置是DDR3新增的一項重要功能，並為此專門準備一個引腳。DRAM業界很早以前就要求增加這一功能，如今終於在DDR3身上實現。這一引腳將使DDR3的初始化處理變得簡單。當重置命令有效時，DDR3記憶體將停止所有的操作，並切換至最少量活動的狀態，以節約電力。在重置期間，DDR3記憶體將關閉內在的大部分功能，所有數據接收與發送器都將關閉、所有內部的程式裝置將復位，DLL（延遲鎖相環路）與時鐘電路將停止工作，而且不理睬數據匯流排上的任何動靜。這樣一來，將使DDR3達到最節省電力的目的。
6. 新增功能──ZQ校準，ZQ也是一個新增的腳，在這個引腳上接有一個240歐姆的低公差參考電阻。這個引腳透過一個命令集，經由片上校準引擎（ODCE，On-Die Calibration Engine）來自動校驗數據輸出驅動器導通電阻與終結電阻器（ODT，On-Die Termination）的終結電阻值。當系統發出這一指令之後，將用相對應的時鐘週期（在加電與初始化之後用512個時鐘週期，在退出自刷新操作後用256個時鐘週期、在其他情況下用64個時鐘週期）對導通電阻和ODT電阻進行重新校準。

## JEDEC 標準模組
| 標準名稱  | I/O匯流排時脈頻率 (MHz)             | 週期 (ns)                        | 内存时钟频率 (MHz)                 | 數據速率 (MT/s)                     | 傳輸方式 | 模組名稱  | 極限傳輸率 (GB/s)                   | 位元寬 (位元) |
| DDR3-800  | 400                                 | 10                               | 100                                | 800                                 | 並列傳輸 | PC3-6400  | 6.4                                 | 64            |
| DDR3-1066 | 533{\displaystyle {\tfrac {1}{3}}}  | 7{\displaystyle {\tfrac {1}{2}}} | 133{\displaystyle {\tfrac {1}{3}}} | 1066{\displaystyle {\tfrac {2}{3}}} | 並列傳輸 | PC3-8500  | 8{\displaystyle {\tfrac {8}{15}}}   | 64            |
| DDR3-1333 | 666{\displaystyle {\tfrac {2}{3}}}  | 6                                | 166{\displaystyle {\tfrac {2}{3}}} | 1333{\displaystyle {\tfrac {1}{3}}} | 並列傳輸 | PC3-10600 | 10{\displaystyle {\tfrac {2}{3}}}   | 64            |
| DDR3-1600 | 800                                 | 5                                | 200                                | 1600                                | 並列傳輸 | PC3-12800 | 12.8                                | 64            |
| DDR3-1866 | 933{\displaystyle {\tfrac {1}{3}}}  | 4{\displaystyle {\tfrac {2}{7}}} | 233{\displaystyle {\tfrac {1}{3}}} | 1866{\displaystyle {\tfrac {2}{3}}} | 並列傳輸 | PC3-14900 | 14{\displaystyle {\tfrac {14}{15}}} | 64            |
| DDR3-2133 | 1066{\displaystyle {\tfrac {2}{3}}} | 3{\displaystyle {\tfrac {3}{4}}} | 266{\displaystyle {\tfrac {2}{3}}} | 2133{\displaystyle {\tfrac {1}{3}}} | 並列傳輸 | PC3-17000 | 17{\displaystyle {\tfrac {1}{15}}}  | 64            |
| DDR3-2400 | 1200                                |                                  | 300                                | 2400                                | 並列傳輸 | PC3-19200 | 19.2                                | 64            |
| DDR3-2666 | 1333{\displaystyle {\tfrac {1}{3}}} |                                  | 333{\displaystyle {\tfrac {1}{3}}} | 2666{\displaystyle {\tfrac {2}{3}}} | 並列傳輸 | PC3-21333 | 21{\displaystyle {\tfrac {1}{3}}}   | 64            |

DDR3 SDRAM在記憶體模組上，針對桌上型電腦開發出240pin DIMM模組、在筆記型電腦則是204pin SO-DIMM，更高的運作時脈還有DDR3-1800、DDR3-2000、DDR3-2133和DDR3-2400四種。

## SPD芯片
所有基于JEDEC规范的DDR3内存模组都会配备SPD（serial presence detect）芯片，该芯片EEPROM存储于SMbus之上，其中包括内存模组将提供给系统的容量以及模组特征信息，包括电压，因此系统就能够借此固件信息兼容支持最新的DDR3L内存模组。

## DDR3L
2010年7月26日，JEDEC發佈DDR3L標準。
DDR3的電壓為1.5V，而DDR3L的電壓為1.35V，記憶體模組上會標記為PC3L。DDR3U的電壓為1.25V，標記為PC3U。低電壓RAM的用電量較少，但性能会弱于标压DDR3，主要用於手提電腦和Skylake微架構與更新的CPU。
DDR3L内存的SPD芯片里包含支持电压的数据，可根据主板内存插槽的支持自适应1.5V或者1.35V的工作电压。理论上2011年发布的Sandy Bridge与2010年发布的Calpella平台的1.5V内存插槽也能识别支持DDR3L内存条。但是，只有在2012年发布的Ivy Bridge或2013年发布的Haswell平台上，DDR3L内存条才能工作于1.35V电压。